# Astronidium lepidotum
Astronidium lepidotum là một loài thực vật thuộc họ Melastomataceae. Đây là loài đặc hữu của Fiji.